# 司马诩
司马诩（3世纪—301年），中国西晋河内郡温县孝敬里（今河南省焦作市温县）人，西晋宗室，晋宣帝司马懿之孙，赵王司马伦第四子。
300年四月，赵王司马伦自任持节都督、都督中外诸军事，相国、侍中，模仿当年晋宣帝、晋文帝辅佐曹魏时所为。让他的长子散骑常侍司馬荂任冗从仆射。儿子司马馥为前将军，封为济阳王；司马虔为黄门郎，封为汝阴王；司马诩为散骑侍郎，封为霸城侯。八月，司马伦升任儿子司馬荂为抚军将军，司马虔为中军将军，司马诩为侍中。301年正月初十，司马伦称帝。立长子司馬荂为皇太子，儿子司马馥封为京兆王，司马虔封为广平王，司马诩为霸城王，都为侍中并带兵。司马伦兵败，四月十三日，晋惠帝派遣尚书袁敞持符节赐司马伦死，拘捕他的儿子司馬荂、司马馥、司马虔、司马诩，全部处死。